# Габескирия, Гизо Шалвович
Гизо Шалвович Габескирия (груз. გიზო შალვას ძე გაბესკირია; 12 апреля 1936, Тифлис — 26 декабря 2024) — грузинский кинорежиссёр. Заслуженный деятель искусств Грузинской ССР (1980). Лауреат Государственной премии Грузинской ССР (1981). Почётный гражданин Тбилиси (2024).

## Биография
Родился 12 апреля 1936 года в Тифлисе (ныне Тбилиси).
В 1960 году окончил горный факультет Грузинского политехнического института, в 1966 — Высшие Курсы сценаристов и режиссёров в Москве.
С 1961 — на киностудии «Грузия-фильм».
Заслуженный деятель искусств Грузинской ССР (1980). Почётный гражданин Тбилиси (2024).
Умер 26 декабря 2024 года в возрасте 88 лет.

## Фильмография

### Режиссёрские работы
- 1971 — Первая дорога
- 1977 — Берега
- 1980 — Шальная пуля
- 1986 — Труженики моря